# Taormina
Taormina (griego antiguo Ταυρομένιον, Tauroménion, latín Tauromenium) es una ciudad italiana situada en la costa este de la isla de Sicilia, en la provincia de Mesina, a medio camino entre Mesina y Catania. Cuenta con 10 442 habitantes. Está casi en el límite de la provincia de Catania, se extiende por el monte Tauro, uno de los últimos picos de los montes Peloritanos, a 200 m de altitud, y se halla en un balcón sobre el mar, enfrente del volcán Etna. Es un centro turístico muy importante desde el siglo XIX, con visitantes tan ilustres como Goethe, Friedrich Nietzsche y Richard Wagner. Posee magníficas playas accesibles mediante teleférico desde 1992 y un patrimonio histórico muy rico, cuyo máximo exponente es el célebre teatro greco-romano. Además, se conserva un castillo árabe, que ocupa el lugar de la antigua ciudadela o Arx.

## Clima
En verano hace un calor húmedo con temperaturas que llegan hasta los 40 °C y, en raras ocasiones, más de 40 °C. Las lluvias son escasas durante el verano, aunque no se trata de un clima especialmente árido. En primavera y otoño el clima es suave, con pocas lluvias y temperaturas muy agradables. El invierno es fresco, con temperaturas en torno a los 10-15 °C.

## Historia

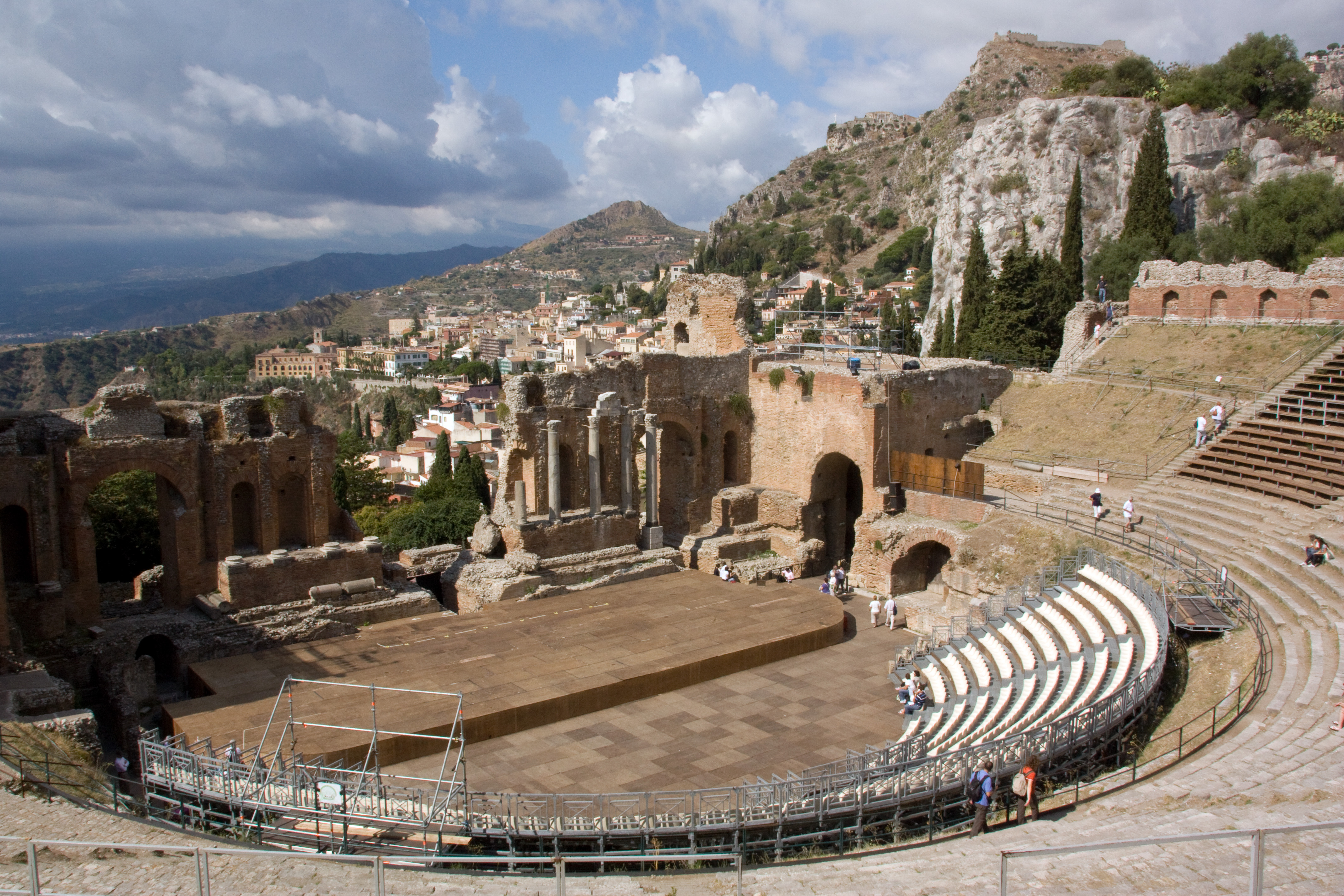
Teatro griego de Taormina

La ciudad fue fundada por los griegos en el 736 a. C., con el nombre de Naxos. La leyenda cuenta que los marinos griegos que pasaban por la costa oriental de Sicilia olvidaron realizar sacrificios en honor a Poseidón, y él, encolerizado, los hizo naufragar. El único superviviente, Teocles, llegó al Capo Schico, próximo a Naxos, y volvió a Grecia para contar las maravillas de Sicilia, convenciendo a sus compatriotas para instalarse en la isla.
Después de la destrucción de Naxos por Dionisio I de Siracusa, en el 403 a. C., su territorio fue entregado a los sículos, quienes construyeron un poco al norte de la antigua ciudad un campamento en el Monte Tauro. Más tarde fue convertida en fortaleza con el nombre de «Tauromenio», hacia el 396 a. C. Dionisio intentó ocuparla, pero fue rechazado al menos dos veces. En el 392 a. C. se firmó la paz, por la que la ciudad fue entregada a Dionisio, que expulsó a los sículos y estableció allí a sus propios mercenarios.
En el 358 a. C., Andrómaco, padre del historiador Timeo, reunió a los antiguos habitantes de Naxos que estaban dispersos en Sicilia y, bajo su dirección, se establecieron en Tauromenio, que pronto creció. En el 345 a. C., desembarcó allí Timoleón eludiendo la persecución de los cartagineses. Como era gobernada por Andrómaco, con un sistema justo y democrático, fue respetada por Timoleón. Más tarde pasó a manos de Agatocles, que envió al historiador Timeo al exilio. Después de Agatocles se apoderó de Taormina un tirano, llamado Tindarión, contemporáneo de Hicetas de Siracusa y de Fintias de Agrigento. Tindarión fue uno de los que llamaron al rey Pirro de Epiro a Sicilia en el 278 a. C. Pirro desembarcó en Tauromenio y junto con Tindarión marchó contra Siracusa. Solo unos años más tarde, Hierón II de Siracusa dominaba la ciudad y la utilizaba de base contra los mamertinos. Hierón conservó la ciudad después del tratado con Roma del 263 a. C. Continuó en poder de Siracusa después de la muerte de Hierón.
Durante la segunda guerra púnica, se cree que predominó el partido romano. Pasó a Roma junto con el resto de la isla, pero Taormina recibió un trato de favor por parte de Marcelo, quien le otorgó el estatus de ciudad federada y aliada (una de las tres de la isla), con lo que conservó una independencia nominal; no tenía ninguna obligación como, por ejemplo, proveer de barcos a la flota romana, como en el caso de otras ciudades de la isla de Sicilia.

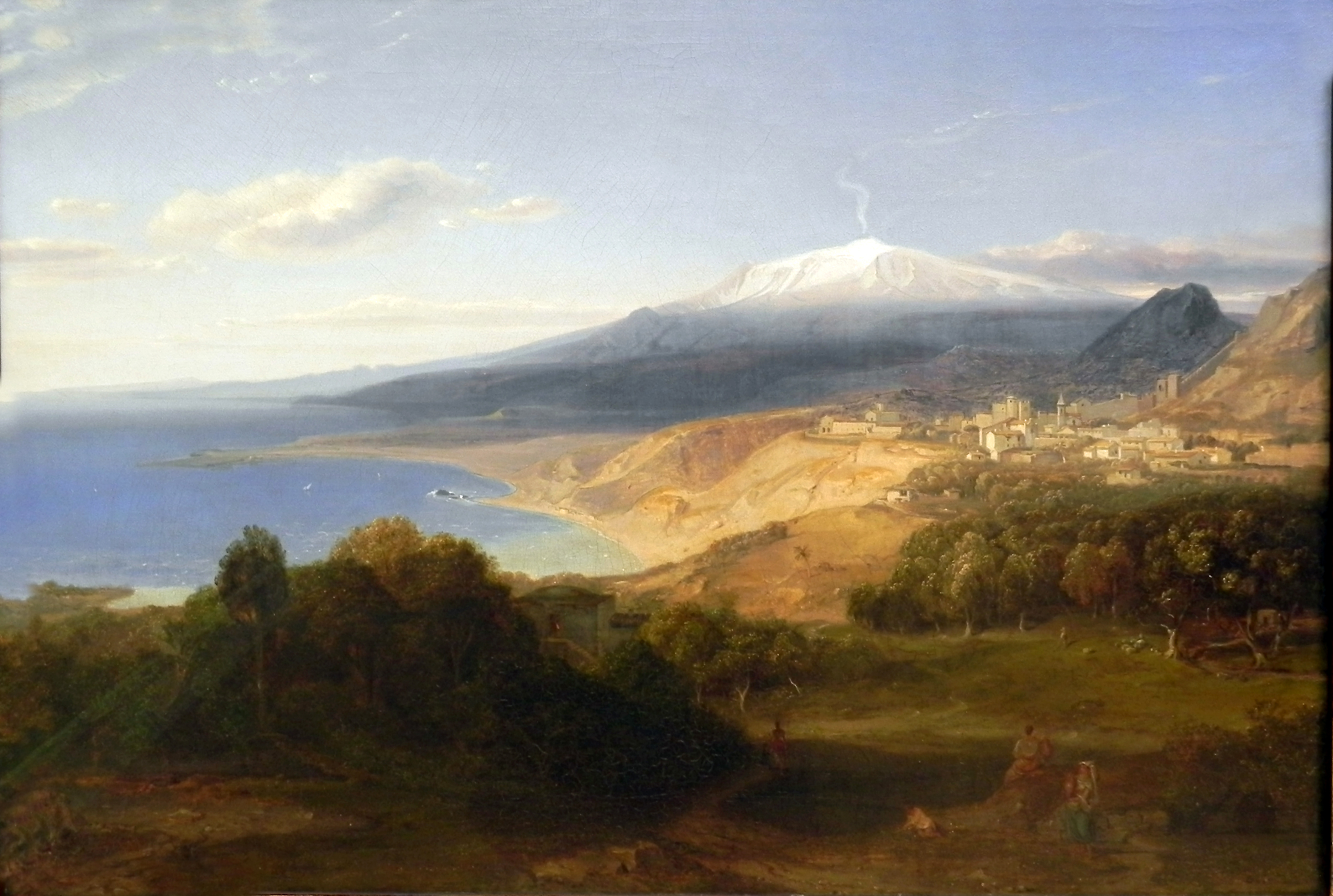
Vista de Taormina en la primera mitad del

Durante la guerra social, desde el 134 a. C. al 132 a. C., fue ocupada por los esclavos rebelados. Durante unos años desafiaron al cónsul Publio Rupilio, hasta que fue reducida por hambre y el jefe local, Sarapión, y otros destacados jefes fueron ejecutados.
En el 36 a. C., fue ocupada por Sexto Pompeyo en la guerra contra Octaviano, y fue el teatro de un combate naval entre la flota de Pompeyo y la de Octaviano, que ganó Pompeyo. Después de la guerra, Octaviano estableció allí una colonia romana, expulsando a los antiguos habitantes. Subsistió durante el Imperio romano, y producía un vino de buena calidad, siendo muy valorado el mármol de sus canteras. Aliada de Roma, se convirtió en la capital de la Sicilia bizantina tras la caída del Imperio romano.
Fue posesión bizantina hasta el 906, hasta que la ocuparon los árabes tras dos años de asedio, quedando totalmente destruida. El normando Roger I de Sicilia (Roger de Hauteville) la dominó y reconstruyó en 1079, de modo que la ciudad alcanzó a partir de entonces un largo periodo de prosperidad.

### Turismo desde elsigloXIX
El clima privilegiado y la belleza del lugar, rico en vestigios del pasado y rincones pintorescos, atrajeron en el siglo XIX al entonces naciente turismo internacional de lujo, tanto de miembros de la realeza y la política, como de la nobleza, el mundillo artístico y la alta burguesía. A este auge contribuyó un ambiente permisivo y licencioso, sin las normas sociales de las grandes ciudades. 
Por Taormina pasaron Eduardo VII de Inglaterra, el káiser Guillermo II de Alemania, el zar Nicolás I de Rusia, escritores y filósofos como Goethe y Friedrich Nietzsche (quien escribió aquí Así habló Zaratustra), el compositor Richard Wagner, el pintor Gustav Klimt, el psicoanalista Sigmund Freud... Avanzado el siglo XX, Taormina salió sin gran trastorno de la Segunda Guerra Mundial, y siguió siendo un lugar selecto de asueto invernal; los mejores hoteles abrían en octubre y cerraban en junio. Entre los visitantes se contaban Truman Capote, André Gide, D. H. Lawrence, Tennessee Williams, Greta Garbo, Ava Gardner, Richard Burton y Elizabeth Taylor, el político Willy Brandt, la reina Juliana de los Países Bajos...

## Evolución demográfica
| Gráfica de evolución demográfica de Taormina entre 1861 y 2001 |
|                                                                |
| Fuente ISTAT - Elaboración gráfica por parte de Wikipedia      |

## Cultura
Cada año se realizan en Taormina numerosos eventos, sobre todo durante el verano. El Teatro Antico es escenario de conciertos (música clásica y ligera), obras teatrales, óperas líricas y otros espectáculos que, con frecuencia, se emiten en medios radiotelevisivos. Algunos ejemplos son la ceremonia de entrega de los "Nastri d'argento" (cintas de plata), el Festivalbar o la Kore.
Desde 1983, los eventos más significativos se realizan en el ámbito de Taormina Arte, la institución cultural que se ocupa de la organización de la reseña de música, teatro y danza, considerada una de las más importantes de Italia. Taormina Arte se ocupa también del Taormina Film Fest, el festival de Cine de Taormina, heredero de la Rassegna Cinematografica di Messina e Taormina, que nació en 1960 y que durante veinte años hospedó los premios David di Donatello con la participación de famosos personajes del mundo del espectáculo. En el ámbito del Festival de Cine se entregan los prestigiosos Nastri d'Argento, premios asignados por críticos cinematográficos. 
Desde 2005, Taormina Arte organiza en octubre el Giuseppe Sinopoli Festival, dedicado a este director de orquesta, fallecido en 2001 y que durante años fue el director artístico de Taormina Arte.
En 2016, Taormina sirvió como localización para filmar la película original de Disney, Tini: El gran cambio de Violetta, protagonizada por Martina Stoessel.

## Monumentos y lugares de interés
- Duomo, siglo XII d. C.

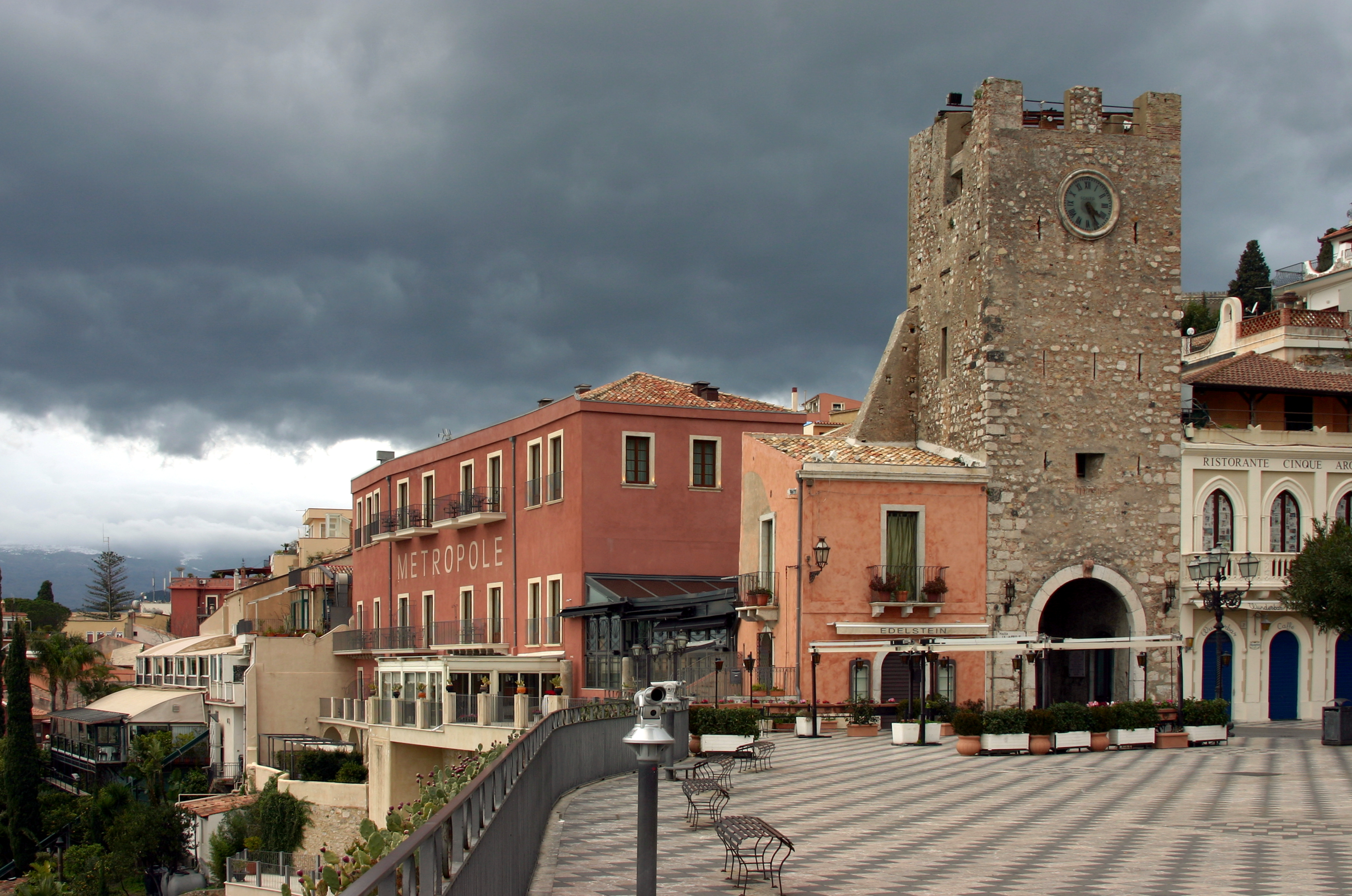
Piazza IX Aprile

- Teatro griego de Taormina, siglo III a. C.
- Palazzo Corvaja, siglo X d. C.
- Isola Bella, isla situada en el municipio de Taormina.
- La Naumachia, siglo I a. C.
- Odeon, siglo I a. C.
- Jardín público de Taormina.[12]